# Anti-Sprichwort
Ein Antisprichwort ist die Transformation einer stereotypen Wortsequenz wie etwa eines Sprichworts, eines geflügelten Wortes oder einer Redewendung mit dem Zweck einer humoristischen Wirkung.
Stereotype Wortsequenzen sind dabei im Wesentlichen festgelegte Wortfolgen, die einer großen Gruppe von Menschen bekannt sind, beispielsweise das Sprichwort „Viele Köche verderben den Brei“. Wird diese Sequenz mitsamt ihrer Bedeutung verändert (beispielsweise zu „Viele Köche verderben die Köchin“), so liegt eine solche Transformation vor.

## Die Einteilung der Transformationen nach formalen Kriterien
Die Transformation wird formal in mehrere Aspekte unterteilt, die zur Identifizierung genutzt werden. Dazu gehört die Assoziation: Die Ähnlichkeit mit der ursprünglichen Sequenz reicht dabei für die Identifizierung aus. Darüber hinaus besteht kein formaler Zusammenhang. Beispiel: „Das höchste Glück der Pferde ist der Reiter auf der Erde“.
Bei einem Homonym-Wechsel hingegen erfährt ein Wort mit mehreren Bedeutungen eine Neu-Interpretation. Beispiel: „Alle Menschen sind gleich – mir jedenfalls.“ Hier wechselt das Wort gleich die Bedeutung von gleichwertig zu gleichgültig. Auch können mehrere Sequenzen miteinander kombiniert werden, so zum Beispiel: „Mancher fällt aus dem Rahmen, obwohl er vorher nicht im Bilde war“.
Ein solches Anti-Sprichwort kann auch durch die Situation und nicht sprachlich entstehen; man spricht dann von einer okkasionellen Anspielung. Beispiel: „Das hilft auch nichts, Pilatus!“ (auf einem Händetrockner). Bei der Permutation wird der Sinn von Wörtern durch Umstellung geändert, die syntaktische Struktur bleibt aber gleich. Beispiel: „Besser reich und gesund als arm und krank“.
Weitere Formen sind die Reduktion, die Substitution und die Supplementierung, bei der eine Sequenz jeweils sinnändernd gekürzt oder erweitert bzw. bei der Substitution ein Teil durch einen anderen ersetzt wird. Beispiele sind „All’s well that ends“. Das letzte Wort (well) ist weggelassen. (Reduktion); „Ein Tritt sagt mehr als tausend Worte“ (statt „Ein Bild ...“), hier wird also ein Teil durch einen anderen ersetzt. „A man’s home is his castle – let him clean it“, wobei ein inhaltlich kontrastierender Zusatz angefügt wurde, was typisch für Supplementierungen ist.
Schließlich kann auch durch einen syntaktischen Wechsel ein Anti-Sprichwort erzeugt werden, in dem die semantische Struktur des Satzes bei gleich bleibender Reihenfolge der Wörter wechselt: „Der Mensch denkt: Gott lenkt“.

## Die Einteilung der Transformationen nach inhaltlichen Kriterien
Auch inhaltlich lässt sich die Transformation nach verschiedenen Kriterien unterteilen. Bei einer Abschwächung wird die Aussage zwar zuerst beibehalten, dann aber durch einen Zusatz relativiert. Beispiel: „Bescheidenheit ist eine Zier, doch weiter kommt man ohne ihr“.
Durch Apologie wird die ursprüngliche Sequenz gegen Angriffe verteidigt, beispielsweise „Kunst kommt von können, nicht von wollen, sonst würde es Wulst heißen“. Bei einer Athese wird die Aussage der ursprünglichen Sequenz zerstört, ohne dass eine sinnvolle neue entsteht, wie bei: „Eher geht ein Kamel durch ein Nadelöhr, wenn man es vorher einfettet“. Hingegen bleibt bei einer Konservation der Sinn ähnlich: „Durch Fehler wird man klug – darum ist einer nicht genug“.
Ein Kontrast setzt die ursprüngliche Aussage noch zu einem anderen Lebensbereich in Beziehung: „Nach Adam Riese und Eva Zwerg“. Wenn eine Metapher, wie bei „Männer aus Stahl gehören eines Tages zum alten Eisen“ wörtlich interpretiert wird, spricht man von einem Metaphernbruch. Ein weiteres Kriterium ist die sogenannte Neogenese, bei der die Aussage des transformierten Satzes von der des ursprünglichen unabhängig ist. Beispiel: „Ein Tritt sagt mehr als tausend Worte“.
Weitere Kriterien sind die Rejektion, bei der die ursprüngliche Aussage abgewehrt wird (bspw. „Wir ziehen alle am selben Strang. Nur: an verschiedenen Enden“) und die Synthese, bei der ausschließlich aus der transformierten Sequenz eine tatsächliche Aussage entsteht und die ursprünglichen Sequenzen lediglich Redewendungen sind („Alle wollen zurück zur Natur, aber keiner zu Fuß“).
Einige dieser formalen und inhaltlichen Einteilungs-Klassen werden noch weiter untergliedert.

## Typen der humoristischen Effekte
Es gibt vier Formen der humoristischen Effekte, die dabei ausgelöst werden. Der Begriff „Bisoziation“ wurde von Arthur Koestler geprägt. Ein witziger Text gehört gleichzeitig zwei semantischen Ebenen an, wovon dem Hörer oder Leser zu Beginn nur eine bewusst wird. In der Pointe wird dann schlagartig auf die andere Ebene umgeschaltet, was das Lachen auslöst. Gut erkennt man diesen Mechanismus an folgendem Beispiel: „Ich will ja nur dein Bestes“ – „aber das bekommst du nicht“.
Das Herabziehen des Erhabenen ins Banale hat etwas Befreiendes und wird generell witziger empfunden als das Gegenteil. So sind auch viele der humoristischen Transformationen von dieser Art. Beispiel: „Jesus liebt dich – aber respektiert er dich auch am Morgen danach?“ Diesen Vorgang bezeichnet man als Destruktion.
Ein weiterer humoristischer Effekt kann der Kontrast von Form und Inhalt sein. Ein Beispiel ist der oben erwähnte Reiter auf der Erde – eine banale Ungeschicklichkeit in ihrer literarischen Form. So ein Satz ist auch dann witzig, wenn man die ursprüngliche Sequenz nicht kennt.
Ein weiterer Typ dieser humoristischen Effekte ist die Katastrophen-Fiktion, die teils zynische Züge aufweist. Im Gegensatz zu realen Katastrophen können bloß vorgestellte durchaus humoristisch wirken. So in der transformierten Sequenz: „Das Licht am Ende des Tunnels ist wahrscheinlich Mündungsfeuer“.